# Interleukina 4

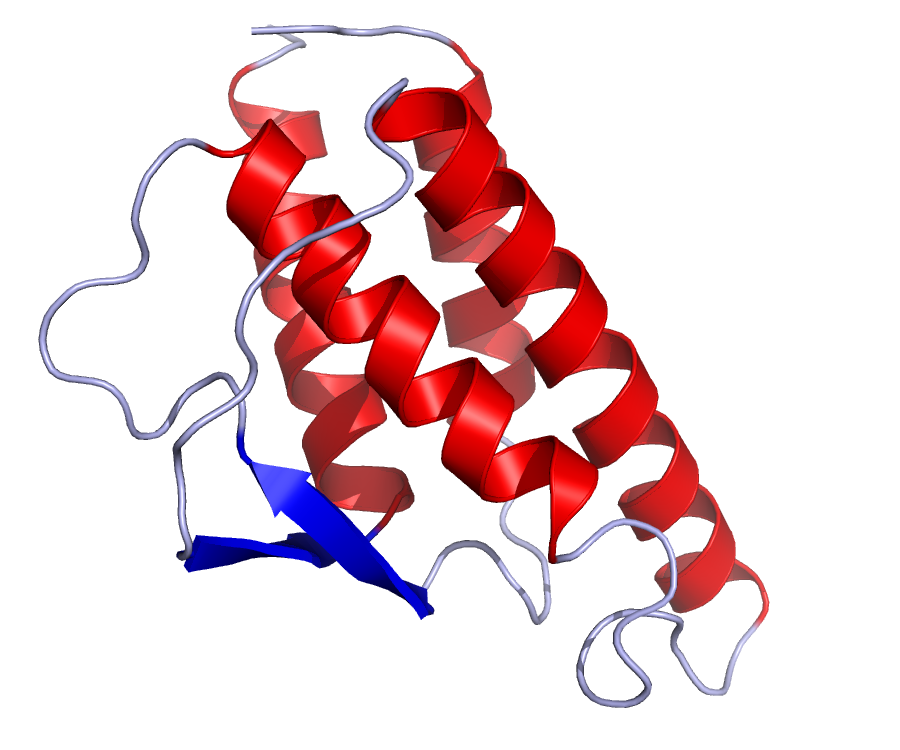
Struktura ludzkiej rekombinowanej interleukiny 4.

Interleukina 4, IL-4 – cytokina produkowana przez limfocyty Th2, mastocyty i bazofile. Wykazuje ona szerokie działanie, wpływając na wiele populacji komórek układu odpornościowego i wykazując efekty antagonistyczne (w większości przypadków) do IFN-γ. Silnie pobudza limfocyty B oraz prowadzi do przełączania klas w kierunku przeciwciał IgE, co jest istotne w patomechanizmie alergii. Wpływa także na limfocyty T, kierując ich rozwój w stronę komórek Th2.
Ze względu na pobudzanie monocytów i makrofagów oraz indukcję wydzielania cytokin prozapalnych IL-4 jest bezpośrednio i pośrednio zaangażowana w tworzenie ogniska zapalnego. Poprzez indukcję wydzielania cytokin wpływających na krwiotworzenie IL-4 może mieć dodatni wpływ na wytwarzanie krwinek.
U zwierząt domowych uczestniczy w migracji gonocytów ze ściany pęcherzyka żółtkowego do grzebieni płciowych.
U człowieka gen kodujący interleukinę 4 położony jest na chromosomie 5, w grupie genów Th-2 (w sąsiedztwie m.in. interleukin 5 i 13), i składa się z czterech egzonów. Ludzka rekombinowana interleukina 4 składa się ze 129 aminokwasów i ma masę ok. 15 kDa. Dzięki alternatywnemu splicingowi omijającemu egzon 2 może powstawać skrócona izoforma tego białka (IL-4 Δ2), która działa antagonistycznie do IL-4.